# Pilha alcalina

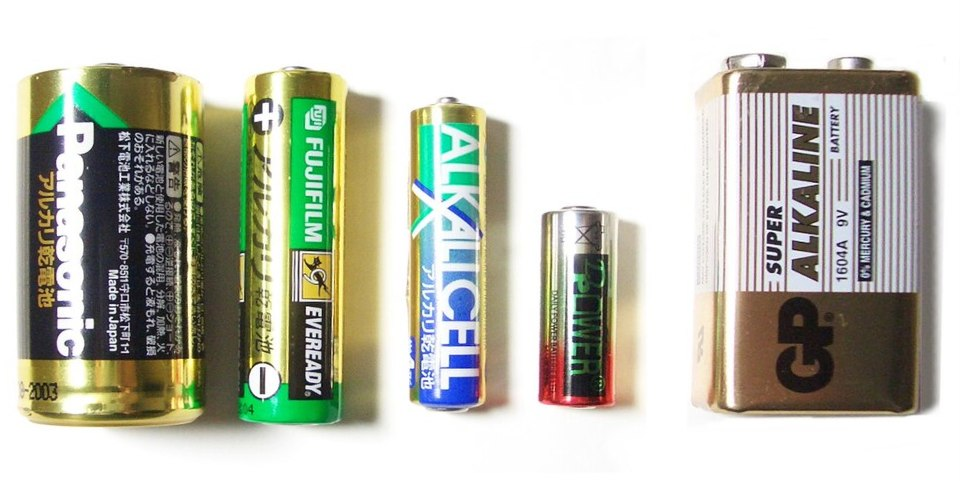

A pilha alcalina é um tipo de fonte portátil de energia. Ela recebe este nome porque são feitas a partir de bases, e possuem d.d.p de 1,5 V e não são recarregáveis. Indicada para equipamentos que requerem descargas de energia rápidas e fortes, como câmeras digitais, lanternas,entre outros etc.

## Composição
A pilha alcalina é composta de um ânodo de zinco poroso imerso em uma solução (mistura eletrolítica) alcalina (pH~14) de hidróxido de potássio ou de hidróxido de sódio (bases), e de um cátodo de dióxido de manganês compactado, envoltos por uma capa de aço niquelado, além de um separador feito de papel e de um isolante de nylon.
Apesar de a pilha comum e a alcalina serem ambas compostas de dióxido de manganês e zinco, o processo de fabricação é diferenciado: na pilha comum, a mistura eletrolítica é de cloreto de amônio (sal ácido) e o zinco é o envoltório do mecanismo — na alcalina, o zinco ocupa o centro da pilha.

## Diferenciais
Comparando-a com a pilha seca comum, a alcalina é mais cara,  mantém a tensão constante por mais tempo e dura cerca de quatro vezes mais. Isso ocorre porque o hidróxido de potássio ou sódio é melhor condutor eletrolítico, resultando em uma resistência interna muito menor do que na pilha comum ou seca. A alcalina é uma das pilhas mais caras, mas uma das melhores.
A pilha alcalina é capaz de fornecer correntes mais elevadas, tem ótimo desempenho em baixas temperaturas, bom rendimento em equipamentos de alto consumo e excelente proteção contra vazamentos.
Ela não sofre reações paralelas durante o período de armazenamento, podendo ser guardada por até quatro anos, mantendo cerca de 80% de sua capacidade original.

## História
Criada pelo cientista Waldemar Jungner em 1899. A produção comercial da pilha alcalina começou em 1949.
Até 1989, a típica pilha alcalina continha mais de 1% de mercúrio. Em 1990, pelo menos três grandes fabricantes de pilhas domésticas começaram a fabricar e vender pilhas alcalinas contendo menos de 0,025% de mercúrio. Em 1993, os maiores fabricantes europeus, americanos e japoneses eliminaram todo o mercúrio de suas pilhas e, assim, passaram a não prejudicar o meio ambiente e a saúde.
No Brasil, todas as baterias ou pilhas que possuem mercúrio, chumbo ou cádmio em sua composição demandam cuidados especiais para seu descarte, de acordo com a Resolução 257/99 do CONAMA (Conselho Nacional de Meio Ambiente). Sua reutilização reciclagem, tratamento ou a disposição final devem ser feitas pelo fabricante ou por terceiros, observando a forma técnica segura e adequada e devidamente licenciada. 
Fabricantes nacionais e importadores legalizados já comercializam no mercado brasileiro pilhas que atendem as determinações do CONAMA no que diz respeito aos limites máximos de metais pesados em suas constituições.